# Cheiranthera borealis
Cheiranthera borealis là một loài thực vật có hoa trong họ Pittosporaceae. Loài này được (E.M.Benn.) L.W.Cayzer & Crisp mô tả khoa học đầu tiên năm 2007.